# Hexentric
Hexentrics, também chamados de hexes ou hexcentrics, são um tipo de nut de formato hexagonal normalmente presos a um mosquetão por uma fita ou cordin. Diversos fabricantes produzem esse tipo de equipamento, com tamanhos variando entre 10mm e 100mm. As laterais podem ser retas ou curvadas dependendo do fabricante e modelo.